# Начальник штаба Армии США

Флаг начальника штаба армии США

Начальник штаба (англ. Chief of Staff of the United States Army, CSA) — высшая офицерская должность в армии США и член Объединённого комитета начальников штабов. Выдвигается президентом США и утверждаются Сенатом. В уставе определено, что начальник штаба назначается из генералов.
Начальник штаба Армии США — административный пост, находящийся в Пентагоне. Начальник штаба не осуществляет оперативного командования силами армии (Оперативное командование осуществляют главы единых боевых командований, выполняющие приказы президента США, как верховного главнокомандующего и отвечающие перед министром обороны). Он осуществляет надзор над подразделениями и организациями армии как уполномоченный министра армии.
Начальник штаба Армии США подчиняется гражданскому министру армии США и помогает ему в военных вопросах, в том числе: при представлении деятельности сухопутных войск в политике, в вопросах материального обеспечения войск, при разработке планов и программ развития. Занимается прогнозированием расходов и представляет бюджеты на нужды сухопутных войск в Министерство обороны. По мере необходимости руководит генеральным инспектором. Под руководством министра армии, назначает военнослужащих и ресурсы в Объединённое командование.
До 1903 года военным руководителем армии был Командующий генерал Армии США. Как и другие совместные руководящие должности, начальник штаба является административным постом и не имеет права оперативного командования Армией США.
С 4 августа 2023 года начальником штаба является генерал Джордж А. Рэнди.

## Список начальников штаба сухопутных войск США
| №       | Начальник штаба           | Фото                            | Начало полномочий     | Окончание полномочий  |
| ------- | ------------------------- | ------------------------------- | --------------------- | --------------------- |
| 1.      | Самюэль Болдуин Маркс Янг |                                 | 15 августа 1903 года  | 8 января 1904 года    |
| 2.      | Эдна Чаффи                |                                 | 19 августа 1904 года  | 14 января 1906 года   |
| 3.      | Джон К. Бейтс             |                                 | 15 января 1906 года   | 13 апреля 1906 года   |
| 4.      | Джеймс Франклин Белл      |                                 | 14 апреля 1906 года   | 21 апреля 1910 года   |
| 5.      | Леонард Вуд               |                                 | 22 апреля 1910 года   | 21 апреля 1914 года   |
| 6.      | Уильям Уоллас Уизерспун   |                                 | 22 апреля 1914 года   | 16 ноября 1914 года   |
| 7.      | Хью Ленокс Скотт          |                                 | 17 ноября 1914 года   | 22 сентября 1917 года |
| 8.      | Такер Говард Блисс        |                                 | 23 сентября 1917 года | 19 мая 1918 года      |
| 9.      | Пейтон К. Мач             |                                 | 20 мая 1918 года      | 30 июня 1921 года     |
| 10.     | Джон Першинг              |                                 | 1 июля 1921 года      | 13 сентября 1924 года |
| 11.     | Джон Леонард Хайнс        |                                 | 14 сентября 1924 года | 20 ноября 1926 года   |
| 12.     | Чарльз Пилот Саммэрел     |                                 | 21 ноября 1926 года   | 20 ноября 1930 года   |
| 13.     | Дуглас Макартур           |                                 | 21 ноября 1930 года   | 1 октября 1935 года   |
| 14.     | Малин Крейг               |                                 | 2 октября 1935 года   | 31 августа 1939 года  |
| 15.     | Джордж Маршалл            |                                 | 1 сентября 1939 года  | 18 ноября 1945 года   |
| 16.     | Дуайт Дэвид Эйзенхауэр    |                                 | 19 ноября 1945 года   | 6 февраля 1948 года   |
| 17.     | Омар Нельсон Брэдли       |                                 | 7 февраля 1948 года   | 15 августа 1949 года  |
| 18.     | Джозеф Лотон Коллинз      |                                 | 16 августа 1949 года  | 14 августа 1953 года  |
| 19.     | Мэтью Б. Риджуэй          |                                 | 15 августа 1953 года  | 29 июня 1955 года     |
| 20.     | Максвел Д. Тейлор         |                                 | 30 июня 1955 года     | 30 июня 1959 года     |
| 21.     | Лаймен Л. Лемницер        |                                 | 1 июля 1959 года      | 30 сентября 1960 года |
| 22.     | Джордж Генри Декер        |                                 | 1 октября 1960 года   | 30 сентября 1962 года |
| 23.     | Эрл Гилмор Уилер          |                                 | 1 октября 1962 года   | 2 июля 1964 года      |
| 24.     | Гарольд Кейт Джонсон      |                                 | 3 июля 1964 года      | 2 июля 1968 года      |
| 25.     | Уильям Чайлдз Уэстморленд |                                 | 3 июля 1968 года      | 30 июня 1972 года     |
| (и. о.) | Брюс Палмер               |                                 | 1 июля 1972 года      | 11 октября 1972 года  |
| 26.     | Крейтон Абрамс            |                                 | 12 октября 1972 года  | 4 сентября 1974 года  |
| 27.     | Фредерик Карлтон Вейэнд   |                                 | 3 октября 1974 года   | 30 сентября 1976 года |
| 28.     | Бернард Уильям Роджерс    |                                 | 1 октября 1976 года   | 21 июня 1979 года     |
| 29.     | Эдвард Чарли Мейер        |                                 | 22 июня 1979 года     | 21 июня 1983 года     |
| 30.     | Джон Адамс Уикхем         |                                 | 23 июля 1983 года     | 23 июня 1987 года     |
| 31.     | Карл Эдвард Вуоно         |                                 | 23 июня 1987 года     | 21 июня 1991 года     |
| 32.     | Гордон Рассел Салливан    |                                 | 21 июня 1991 года     | 20 июня 1995 года     |
| 33.     | Деннис Джо Реймер         |                                 | 20 июня 1995 года     | 21 июня 1999 года     |
| 34.     | Эрик Кен Шинсеки          |                                 | 21 июня 1999 года     | 11 июня 2003 года     |
| 35.     | Питер Дж. Шумейкер        |                                 | 1 августа 2003 года   | 10 апреля 2007 года   |
| 36.     | Джордж Уильям Кейси       |                                 | 10 апреля 2007 года   | 10 апреля 2011 года   |
| 37.     | Мартин Демпси             | General Martin E. Dempsey CSA   | 11 апреля 2011 года   | 7 сентября 2011 года  |
| 38.     | Рэймонд Одиерно           | General Raymond T. Odierno CSA  | 7 сентября 2011 года  | 14 августа 2015 года  |
| 39.     | Марк Милли                | General Mark Miley CSA          | 14 августа 2015 года  | 9 августа 2019 года   |
| 40.     | Джеймс Макконвиль         | General James C. McConville CSA | 9 августа 2019 года   | 4 августа 2023 года   |
| 41.     | Джордж А. Рэнди           | General Randy A. George CSA     | 4 августа 2023 года   | в должности           |